# إدوارد ن. ني
إدوارد ن. ني (بالإنجليزية: Edward N. Ney)‏ هو دبلوماسي أمريكي، ولد في 26 مايو 1925 في سانت بول في الولايات المتحدة، وتوفي في 8 يناير 2014.

## وصلات خارجية
- إدوارد ن. ني على موقع إن إن دي بي (الإنجليزية)